# Liste der denkmalgeschützten Objekte in Klagenfurt am Wörthersee-Kleinbuch
Die Liste der denkmalgeschützten Objekte in Klagenfurt am Wörthersee-Kleinbuch enthält die denkmalgeschützten, unbeweglichen Objekte der Katastralgemeinde Kleinbuch der Gemeinde Klagenfurt am Wörthersee.

## Denkmäler
| Foto |                 | Denkmal                                                                       | Standort                                | Beschreibung | Metadaten |
| ---- | --------------- | ----------------------------------------------------------------------------- | --------------------------------------- | --- | --- |
| ja   | Datei hochladen | Kath. Filialkirche hl. Lorenz und Friedhof HERIS-ID: 103294 Objekt-ID: 119770 | Höhenbauerweg 2A Standort KG: Kleinbuch | Die steinplattlgedeckte Chorturmkirche hat eine kleine westliche Vorhalle und ein bemerkenswertes eisenbeschlagenes gotisches Tor. Die Kirche stammt im Kern aus dem 13. Jahrhundert, der Chor ist spätgotisch und wurde mit barocken Fresken versehen. An der Südseite sind römerzeitliche Inschriftsteine. Über dem Hochaltar befindet sich ein großformatiges Gemälde (Antonius mit Engeln), das aus der Schlosskapelle Töltschach hierher verbracht wurde. | BDA-Hist.: Q37796547 Status: § 2a Stand der BDA-Liste: 2025-06-30 Name: Kath. Filialkirche hl. Lorenz und Friedhof GstNr.: 385 Filialkirche hl Lorenz, Großbuch, Wölfnitz |